# Міжнародна допомога СРСР
Міжнародна допомога СРСР — заходи з надання СРСР технічної, продовольчої, наукової та інших видів матеріальної та нематеріальної допомоги розвинутими капіталістичними країнами Заходу в різні часи існування СРСР.

## Передумови
СРСР, через значну технічну і технологічну відсталість, численні соціальні потрясіння, неефективність соціалістичної економічної системи, протягом значного періоду свого існування потребував зовнішньої допомоги і, зважаючи на наявні і передбачувані гуманітарні наслідки, отримував таку допомогу від більш економічно, технічно і технологічно розвинутих капіталістичних країн Заходу.
Британський економіст Ентоні Саттон вважає, що 90-95% радянських технологій були запозичені у США і їх союзників. 

## Продовольча допомога в 1920-ті

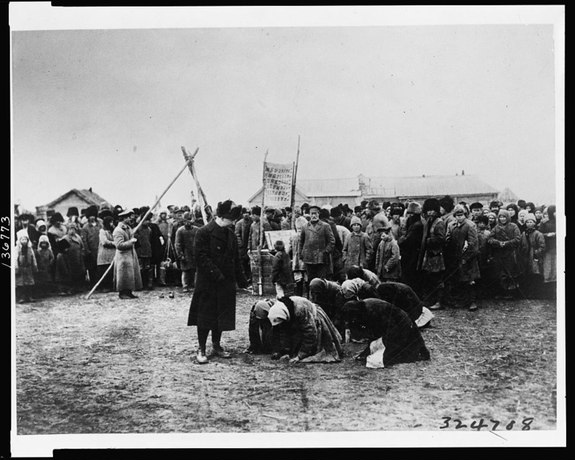
Організація Американська адміністрація допомоги в Росії

У 1921 році політика військового комунізму в радянській Росії призвела до значних проблем із продовольчим забезпеченням населення, які переросли у масовий голод в Росії. Одночасно масове вивезенням хліба з південних областей України в 1921–1923 роках призвело до виникнення голоду в Україні. Проблеми з продовольством загострювались посухою та неврожаєм на Кубані та Поволжі. За різними оцінками голодували близько 40 мільйонів чоловік.
За цих умов та не зважаючи на гостре політичне протистояння, поглиблене відмовою радянської влади визнавати економічні зобов'язання Російської імперії перед західними кредиторами, західні країни надали РРФСР, а згодом і СРСР масштабну допомогу продовольством і медикаментами.
За період голоду неурядова організація Американська адміністрація допомоги (англ. American Relief Administration; ARA) ввезла до Росії 36,3 мільйона пудів продовольства, медикаментів і одягу загальною вартістю 136 мільйонів рублів золотом. Було відкрито понад 15 тис. їдалень.

## Технічна і технологічна допомога в 1920-1930-ті роки
За різними оцінками близько двох третин великих промислових підприємств СРСР були побудовані за допомогою США. Американські інженери також забезпечили підготовку радянських інженерів.
З 1926 по 1936 рік Німеччина поставила в СРСР промислового та військового обладнання на 4 мільярди марок.